# سيصبح أفضل
سيصبح أفضل إن التجاوز والتغلب على مشكلة التنمر بداية حياة نستحق ان نعيشها.
سيصبح أفضل: هو كتاب تم تحريره من قبل دان سافاج وزوجه تيري ميلر وهو كتاب ليس خيالي أو تجميعي.
تم نشر الكتاب في (22 اذار 2011) الكتاب يضم مجموعة من المقالات تم استلهامها من مشروع بعنوان سيصبح أفضل الذي تم طرحه من قبل سافاج الذي قرر ان يبدأ هذا المشروع بعد سلسلة من الاحداث التي شهدت حالات انتحار بين الشباب، تم في هذا المشروع دعم الافراد وتشجيعهم وزرع الامل والتفاؤل في نفوس المراهقين اللذين كانوا ضحايا لحالات تنمر ناتجة عن توجهاتهم الجنسية.
يوجد أكثر من 100 مقالة في هذا الكتاب ساهم فيها العديد من الاشخاص بما فيهم خبراء اقتصاديين مثل سوزي اورمان وكتاب كوميديين مثل دايفيد سيداريس وايضا شارك فيها رئيس أمريكا باراك اوباما.

## خلفية
ساهم باراك اوباما رئيس الولايات المتحدة الأمريكية بفيديو لمشروع ستصبح أفضل وهو مضمن في الكتاب.
بدأ سافاج مشروع سيصبح أفضل في شهر ايلول من عام 2010من اجل تسجيل حالات الانتحار للشباب، لقد شعر سافاج بالتأثر من انتحار الشباب بما فيهم تايلور سيلمنتي الذي عُذب بسبب توجهاته الجنسية، الهدف من المشروع هو الوصول إلى المراهقين وزرع الامل والتفاؤل فيهم لمواجهة التنمر.
```
يقول سافاج: لقد كنت قلقاً جداً على الأطفال وعلى ردة فعلهم لما يواجهونه بسبب كونهم مثليين جنسياً، اتمنى لو كنت استطيع مع ذلك أنت اتحدث مع ذلك الصغير وان اخبره بانه سيصبح أفضل، يهدف المشروع أيضا لاخبار المراهقين بأن حياتهم ستصبح أفضل من خلال الفيديوهات تقدمها المنظمة.
```

علق سافاج بانه عندما يقوم طفل بعمر من 13_15 بقتل نفسه بسبب كونه مثلي فأنه يعبر على انه لايرى لنفسه مستقبلاً ممتعاً لمواجهة الالم الذي يعانيه حالياً ليكون الاستمرار والتغلب على ما هو فيه شئ مهم ويستحق العمل لتحقيقه.
سافاج يقول: نحن المثليين جنسياً الكبار نعلم انا الحياة جميلة ورائعة يمكن ان يكون لديك حياة جميلة وانت مثلي جنسياً ولكن الشواذ الصغار بالسن لايدركون ذلك اتمنى ان استطيع اخبارهم ان الحياة ستصبح أفضل وكانت هذة الجملة هي التي تدور في رأسي.
لدى سافاج هدف اولي وهو نشر 100فيديو خلال شهر شباط 2011وقام تقريباً10، 000 شخص بتقديم الفيديوهات والتي تمت مشاهدتها من قبل 30مليون مليون شخص وتكت مشاركتها على مواقع التواصل الاجتماعي بما فيها اليوتيوب، اشتملت الفيديوهات التي تم تقديمها على خطب موجّهة للشباب من قبل رئيس الولايات المتحدة ورئيس الوزراء للمملكة المتحدة.
منظمة تريفور المسؤولة عن المراهقين لاحظت بعد إنشاء مشروع سيصبح أفضل ان هناك زيادة بنسبة 50٪؜على مكالمات الخط الساخن للانتحار.
المساهمين في الكتاب كتبوا مقالات بعد استلهام مشروع سيصبح أفضل، وتبرع سافاج بكل ارباحه من الكتاب إلى الجمعيات الخيرية للمراهقين الشواذ.